# Alda (Nebraska)
Pour les articles homonymes, voir Alda.
Alda est un village du comté de Hall, dans l'État du Nebraska, aux États-Unis. En 2020, il comptait une population de 647 habitants.